# Wael Ghonim
Wael Ghonim (in arabo وائل غنيم‎?  pronuncia egiziana : [ˈwæːʔel ɣoˈneːm]); Il Cairo, 23 dicembre 1980) è un attivista egiziano.
Responsabile del settore marketing di Google per il Medio Oriente e l'Asia, nel 2011 è diventato una figura internazionale e ha animato le manifestazioni a favore della democrazia in Egitto dopo la sua emotiva intervista a seguito di 11 giorni di prigionia segreta da parte della polizia egiziana. Durante questi 11 giorni è stato interrogato sul suo ruolo di co-amministratore della pagina Facebook We are all Khaled Said che ha contribuito a far scoppiare la rivoluzione egiziana del 2011. La rivista Time lo ha incluso nella sua lista Time 100 come una delle 100 persone più influenti del 2011 e il Forum economico mondiale lo ha selezionato come uno dei Young Global Leaders nel 2012.
Ghonim è l'autore di Rivoluzione 2.0. Il potere della gente è più forte della gente al potere (Revolution 2.0: The power of people is greater than the people in power). Nel 2012, ha fondato Tahrir Academy, una ONG focalizzata sulla tecnologia che mira a promuovere l'istruzione in Egitto. Nel 2015 ha co-fondato Parlio, una piattaforma di social media che è stata acquisita da Quora nel marzo 2016. Attualmente è un senior fellow non residente presso l'Ash Center for Democratic Governance and Innovation della Università di Harvard.

## Biografia

### Infanzia e istruzione
Ghonim è nato in una famiglia borghese il 23 dicembre 1980 al Cairo in Egitto ed è cresciuto a Abha in Arabia Saudita. Quando aveva 13 anni, si è trasferito di nuovo al Cairo.
Ha conseguito un Bachelor of Science in ingegneria informatica presso l'Università del Cairo nel 2004 e un Master in business administration, con lode, in marketing e finanza presso l'Università Americana del Cairo nel 2007.

### Carriera lavorativa
Tra il 2002 e il 2005 Ghonim è stato il direttore marketing e vendite di Gawab. Nel 2005 Ghonim ha lasciato Gawab per fondare Mubasher.info, un portale finanziario che si occupa della regione del Medio Oriente. Ghonim si è unito a Google Medio Oriente e Nord Africa come Regional Marketing Manager nel 2008 con sede in Google Egitto. A gennaio 2010 Ghonim è diventato Responsabile Marketing con sede nell'ufficio di Google negli Emirati Arabi Uniti nel Dubai Internet City. Durante la rivoluzione egiziana del 2011 Ghonim ha preso congedo da Google per concentrarsi sul suo lavoro in Egitto e Medio Oriente. Nel 2014 Ghonim è entrato in Google Ventures come Entrepreneur in Residence prima di dimettersi a dicembre per lavorare in una start-up.

### Partecipazione alla rivoluzione egiziana del 2011
Nel 2010 Ghonim ha fondato una pagina Facebook intitolata We Are All Khaled Said a sostegno di Khaled Said, un giovane egiziano che è stato torturato a morte dalla polizia di Alessandria. Ghonim ha utilizzato questa pagina per animare e coinvolgere le proteste antigovernative della rivoluzione del 25 gennaio. Il 14 gennaio ha fatto un primo annuncio sulla pagina e ha chiesto ai membri se intendessero pianificare di scendere in piazza il 25 gennaio e fare quello che è stato fatto in Tunisia. Nel giro di meno di due ore ha pubblicato un evento intitolato 25 يناير على التعذيب والفساد والظلم والبطالة (25 gennaio: Rivoluzione contro la tortura, la corruzione, la disoccupazione e l'ingiustizia.). Questo è stato il primo di diversi inviti sulla pagina. Ha collaborato anonimamente con gli attivisti sul campo per annunciare i luoghi della protesta.
Nel gennaio 2011 Ghonim ha convinto Google a permettergli di tornare in Egitto, menzionando "questioni personali". È giunto in Egitto per partecipare alla rivoluzione egiziana, ma è scomparso il 27 gennaio durante la rivoluzione egiziana del 2011. La sua famiglia ha detto a Al Arabiya e ad altri media internazionali che era scomparso. Anche Google ha rilasciato una dichiarazione che conferma la scomparsa. Molti blogger come Chris DiBona e Habib Haddad si sono mobilitati per tentare di identificare la sua posizione.
Il 5 febbraio 2011 Mostafa Alnagar, un'importante figura dell'opposizione egiziana, ha riferito che Wael Ghonim era vivo e detenuto dalle autorità e che doveva essere scarcerato "entro poche ore". Il 6 febbraio 2011 Amnesty International ha chiesto alle autorità egiziane di rivelare dove si trovava Ghonim e di liberarlo.
Il 7 febbraio Ghonim è stato scarcerato dopo 11 giorni di prigionia. Dopo la sua liberazione è stato accolto con applausi e acclamazioni quando ha dichiarato: "Non abbandoneremo la nostra richiesta e questa è la fine del regime". Lo stesso giorno Ghonim è apparso sul canale egiziano DreamTV sul programma 10:00 pm presentato da Mona El-Shazly. Nell'intervista ha elogiato i manifestanti e ha pianto i morti mentre la conduttrice leggeva i loro nomi e mostrava le loro foto per poi ritrovarsi "sopraffatto" e si è allontanato dalla telecamera. La conduttrice lo ha seguito. Nell'intervista ha insistito sul fatto che i manifestanti meritavano più attenzione di lui e ha chiesto la fine del regime di Hosni Mubarak, definendolo "spazzatura". Divenuto simbolo della rivoluzione in Egitto, Ghonim ha dichiarato di essere "pronto a morire" per la causa. Le sue dichiarazioni conclusive alla fine dell'intervista sono state: "Voglio dire ad ogni madre e ad ogni padre che ha perso un figlio, mi dispiace, ma non è un nostro errore" e "Giuro su Dio, non è un nostro errore. È l'errore di tutti quelli al potere che non vogliono lasciarlo andare".
Il 9 febbraio Ghonim si è rivolto alla folla di piazza Tahrir dicendo ai manifestanti: "Questo non è il momento per individui, o partiti, o movimenti. È un tempo per tutti noi di dire una sola cosa: l'Egitto prima di tutto".
Ghonim ha fatto anche un intervento su 60 Minutes come ospite di Harry Smith. Durante l'intervista ha detto:
( Nancy Scola, Ghonim: "Our Revolution Is Like Wikipedia", su techPresident, 1º luglio 2011. URL consultato l'8 luglio 2011 (archiviato l'8 marzo 2011).)
Lo studioso Fouad Ajami ha scritto sulla rivoluzione:
( Fouad Ajami, Egypt's 'Heroes With No Names', in The Wall Street Journal, 12 febbraio 2011. URL consultato il 22 settembre 2019 (archiviato il 12 ottobre 2017).)

### Vita privata
Ghonim è sposato con Ilka Johannson, una americana, e ha due figli, Isra e Adam.

## Opere
Le memorie di Ghonim, Revolution 2.0, sono state pubblicate nel gennaio 2012 da Houghton Mifflin negli Stati Uniti e da HarperCollins nel Regno Unito. Un recensore del The New York Times ha definito il libro "una base di riferimento per le future testimonianze di un movimento digitale senza confini che è destinato a sconvolgere costantemente istituzioni potenti, siano esse imprese aziendali o regimi politici".
- (EN) Wael Ghonim, Revolution 2.0: The Power of the People is Greater Than the People in Power : a Memoir, Houghton Mifflin Harcourt, 2012, ISBN 9780547773988.
  -  Wael Ghonim, Rivoluzione 2.0. Il potere della gente è più forte della gente al potere, Rizzoli, 2012, ISBN 9788817055093.

## Filantropia
Nel 2012, a seguito della firma di un accordo per la realizzazione di un libro, Ghonim ha deciso di usare il ricavo, circa 2,5 milioni di dollari, per opere di beneficenza in Egitto. Ha fondato la Tahrir Academy, una piattaforma di apprendimento collaborativo online senza scopo di lucro, con l'obiettivo di trasformare i caratteri dei giovani egiziani. L'obiettivo è quello di creare futuri leader che siano pensatori critici. Nel 2015 ha cessato le attività perché non era più in grado di ottenere finanziamenti.

## Riconoscimenti
Ghonim è stato il primo nella lista annuale della rivista Time delle 100 persone più influenti al mondo. Il 26 aprile è arrivato a New York per essere premiato alla cerimonia 2011 Time 100 Gala, dove ha iniziato il suo discorso con un momento di silenzio per commemorare le vittime delle proteste in tutto il mondo arabo.
Il 3 maggio, giornata mondiale della libertà di stampa, Wael Ghonim è stato insignito del premio Press Freedom della divisione svedese di Reporter senza frontiere.
Ghonim ha anche ricevuto il JFK Profile in Courage Award. Il 23 maggio Caroline Kennedy, figlia del presidente John F. Kennedy, ha consegnato i premi a Elizabeth Redenbaugh e Wael Ghonim, che è stata premiato a nome del "popolo d'Egitto". Caroline Kennedy ha detto che non poteva pensare a destinatari migliori.
Ghonim è stato il secondo arabo più potente nell'annuale Power 500 degli arabi più influenti del mondo nel 2011. Il rapporto annuale della rivista ha indicato Ghonim come il principale contributore alla promozione e al coordinamento del movimento dei giovani egiziani attraverso Facebook, aggiungendo che Ghonim è diventato famoso a livello internazionale attraverso il passaparola dei notiziari commerciali dopo la sua leadership durante la rivoluzione egiziana.

## Controversie
I feed dei social media e le dichiarazioni pubbliche di Ghonim hanno suscitato critiche nel 2011. Poco prima delle dimissioni dell'ex presidente egiziano Hosni Mubarak, Ghonim ha presentato al popolo egiziano un accordo in cui Mubarak avrebbe potuto rimanere al Cairo con uno "status onorario". Più tardi apparve su Al Arabiya e definì la diceria come propaganda del regime di Mubarak, aggiungendo: "Io sono più forte di Hosni Mubarak. Sono più forte di ʿUmar Sulaymān".
Dal 18 maggio 2011 un'importante campagna su Twitter ha preso slancio con l'hashtag #unfollowedghonimbecause, criticando Ghonim per varie mancanze e un'esagerata attenzione all'economia egiziana.
Ghonim è stato anche criticato per non essere riuscito a porre rimedio ai dubbi sulla genesi della pagina Facebook We are all Khalid Said, che si ritiene abbia avuto almeno un altro fondatore. In risposta alle critiche alcuni sostenitori di Ghonim hanno lanciato una pagina Facebook a metà del 2011 cercando di dichiararlo il portavoce dei rivoluzionari egiziani, ruolo che Ghonim ha costantemente rifiutato. Più di 400.000 persone si sono iscritte alla pagina. Inoltre più di 360.000 persone si sono iscritte alla sua pagina personale su Facebook e più di 3.000.000 di persone si sono iscritte alla pagina We are all Khaled Said, gestita da lui e da un altro amministratore, che si è rivelato essere AbdelRahman Mansour.